# 簇生委陵菜
簇生委陵菜（学名：Potentilla turfosa）为蔷薇科委陵菜属下的一个种。

## 扩展阅读
維基物種上的相關：簇生委陵菜